# Tinamus osgoodi
Tinamus osgoodi là một loài chim trong họ Tinamidae.